# Ostalb-Gymnasium Bopfingen
Das Ostalb-Gymnasium (kurz: OAG) ist ein allgemeinbildendes Gymnasium in Bopfingen mit einem sprachlichen, naturwissenschaftlichen und sportlichen Profil. Das Gymnasium besuchen etwa 500 Schüler, die von 50 Lehrkräften unterrichtet werden.
Seit dem Schuljahr 2007/2008 gehört zum Schulzentrum eine Mensa, die vom Samariterstift Neresheim betrieben wird.

## Schulgeschichte

### Lateinschule (14.–19. Jahrhundert)
Ein Schulzeugnis von 1342 ist die früheste sichere Quelle zur Bopfinger Schulgeschichte. Auch in Aufzeichnungen aus dem 15. Jahrhundert lassen sich immer wieder Namen von Schulmeistern finden. Die Lateinschule erhielt in den 1550er Jahren einen Deutschen Zug und zog 1557 in das Alte Schulhaus ein. 1772 wurde vom derzeitigen Präzeptor Ludwig Adam Weiler erstmals das traditionelle Rutenfest, das Fest der Bopfinger Schulen, erwähnt. Im Jahre 1830 wurde erstmals Französisch unterrichtet, eine der bis heute am Ostalb-Gymnasium gelehrten Sprachen. Ein neues Schulhaus, in das die Realschule einzog, wurde 1847 errichtet.

### Niedere Realschule bzw. Oberschule (1847–1948)
Um 1840 wurde in Bopfingen gegen einige Widerstände erstmals Turnunterricht erteilt. Da seit 1909 auch Mädchen die Realschule besuchen durften, musste ein Hilfslehrer angestellt werden, dessen Stelle 1918 in eine zweite Reallehrerstelle umgewandelt wurde. Mit der nationalsozialistischen Gleichschaltung 1938 wurde aus der Niederen Realschule eine Oberschule für Jungen und eine Oberschule für Mädchen.

### Albert-Pfister-Progymnasium (1948–1976)

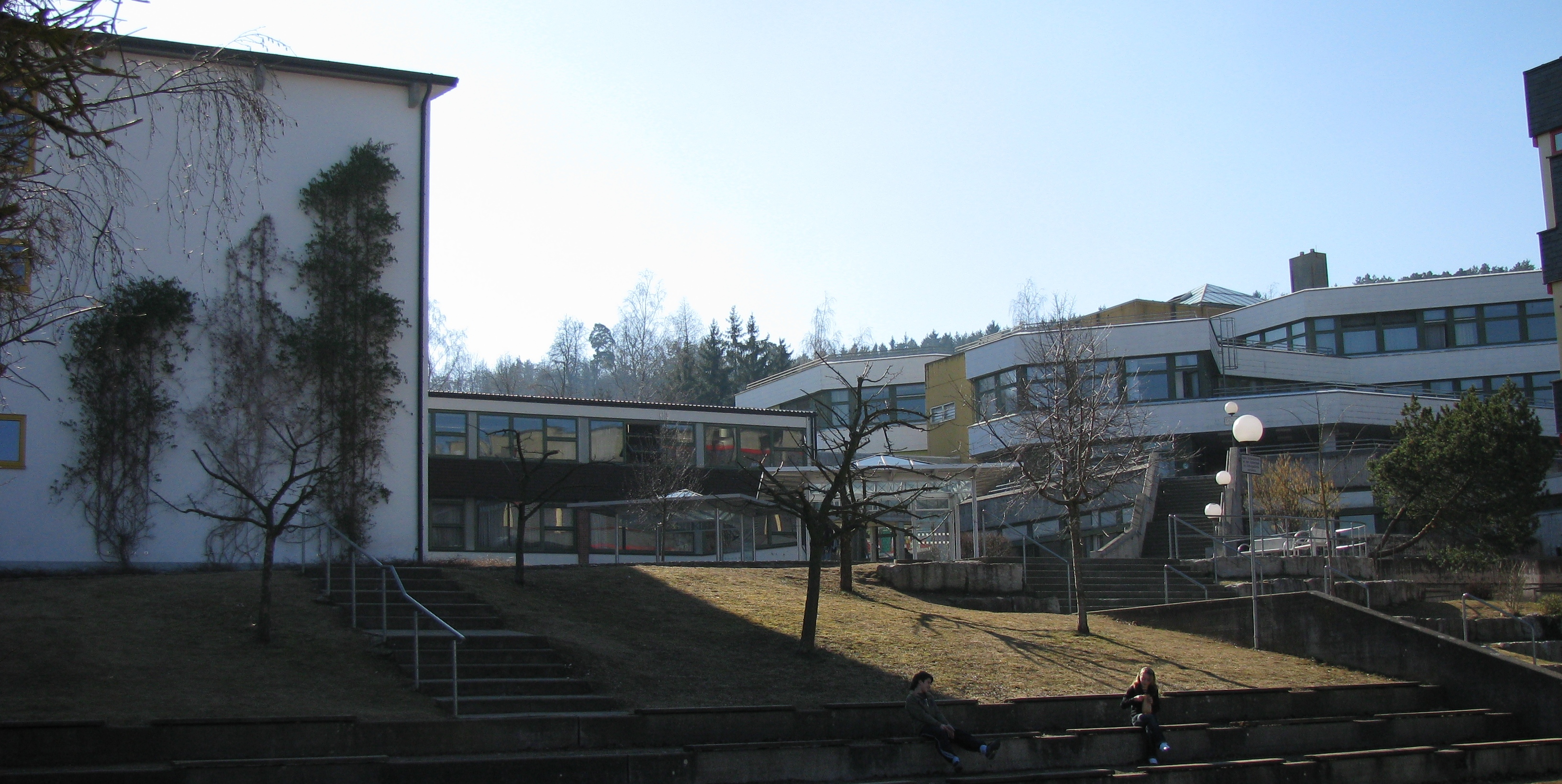
Südansicht Hauptgebäude (rechts), Altbau mit Aula (Mitte) und Neubau (links)

Als Schulgebäude diente dem Albert-Pfister-Progymnasium bis 1961 das Neue Schulhaus, in das 1964 die neue Bopfinger Realschule einzog. Das Progymnasium bezog den heutigen Altbau des Bildungszentrums und besaß mit Aula, Fachräumen und großen Klassenzimmern ein für damalige Verhältnisse modernes Gebäude.
Am 1. Mai 1978 wandte sich der Bopfinger Bürgermeister mit einer 14-seitigen Denkschrift an das Oberschulamt Stuttgart, in der er den Ausbau des Progymnasiums in ein Vollgymnasium als „dringende Notwendigkeit“ bezeichnete.

### Ostalb-Gymnasium (seit 1976)
1976 wurde das Albert-Pfister-Progymnasium zum Vollgymnasium ausgebaut. Erster Schulleiter wurde Jürgen Schick. Als dieser 1999 in den Ruhestand ging, wurde Dieter Kiem Direktor des Ostalb-Gymnasiums. Dieser leitete das Gymnasium von 1999 bis 2016. Nachdem die Stelle seit diesem Zeitpunkt unbesetzt geblieben war und die Schule durch ein Team der Abteilungsleiter um den stellvertretenden Schulleiter Gerhard Ott geleitet wurde, ist Pascal Bizard seit dem 1. Mai 2018 neuer Schulleiter.
Mit dem Ausbau zum Vollgymnasium wurde der heutige Altbau mit der Aula um einen Neubau erweitert, der heute als Hauptgebäude fungiert. Um 1995 wurde ein weiterer Neubau mit elf Klassenzimmern und einem Computerraum errichtet. Vier von diesen elf Zimmern werden von der Hauptschule genutzt.
In den Jahren 2005 bis 2007 wurde eine Mensa auf dem Schulgelände errichtet, die vom Samariterstift Neresheim betrieben wird.

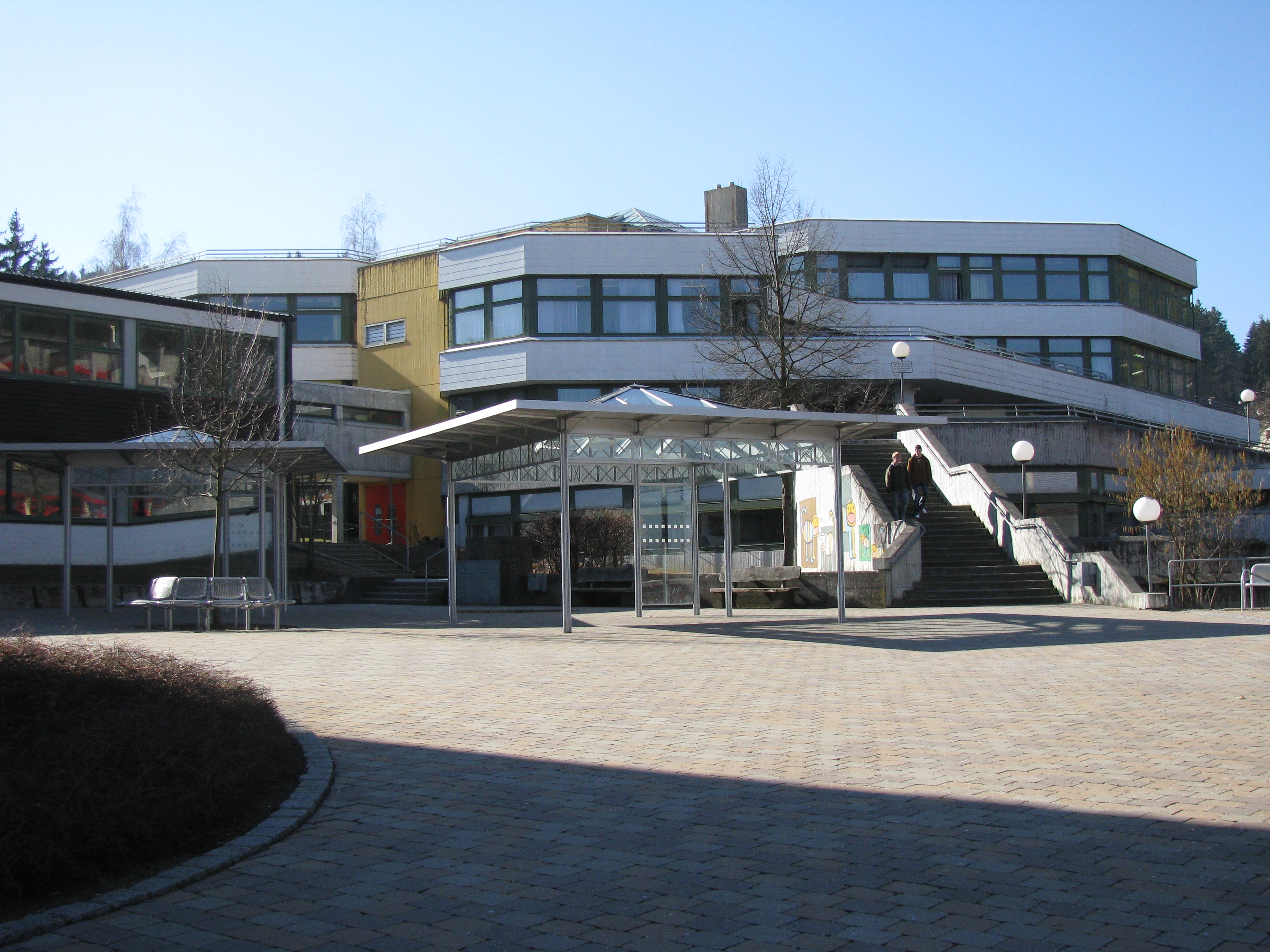
Ostansicht Hauptgebäude
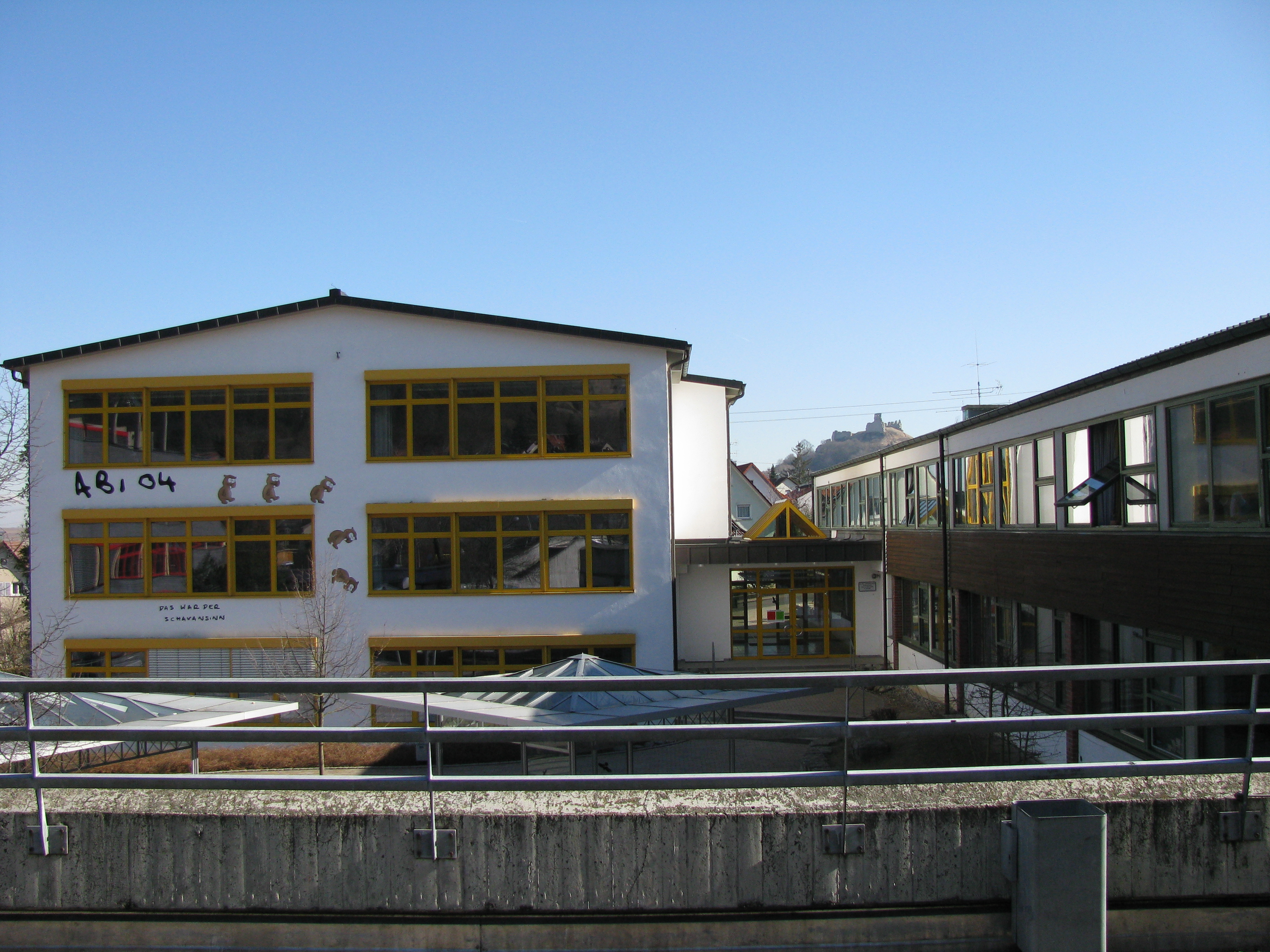
Westansicht Neubau mit Altbau (rechts)
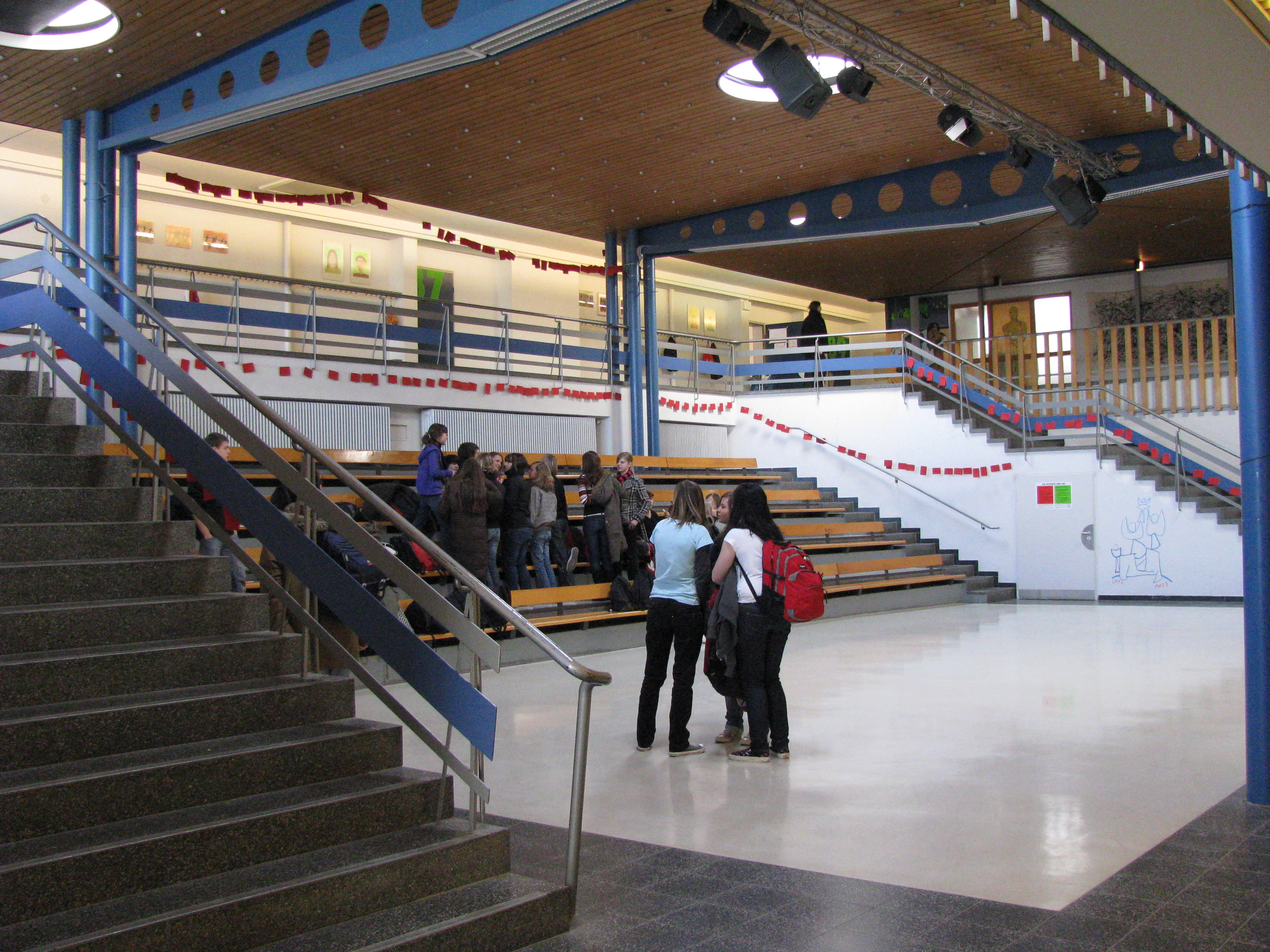
Innenansicht Aula (Altbau) vor umfassender Renovierung
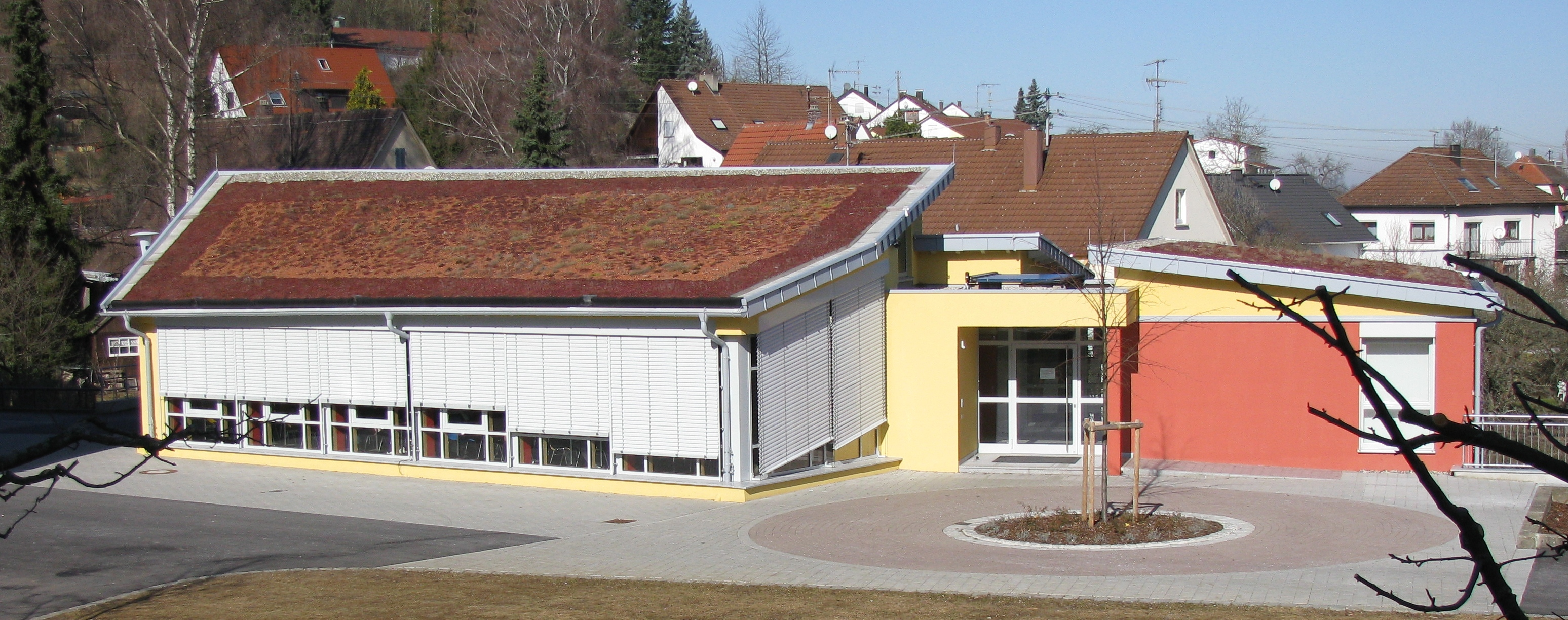
Mensa

## Ausstattung

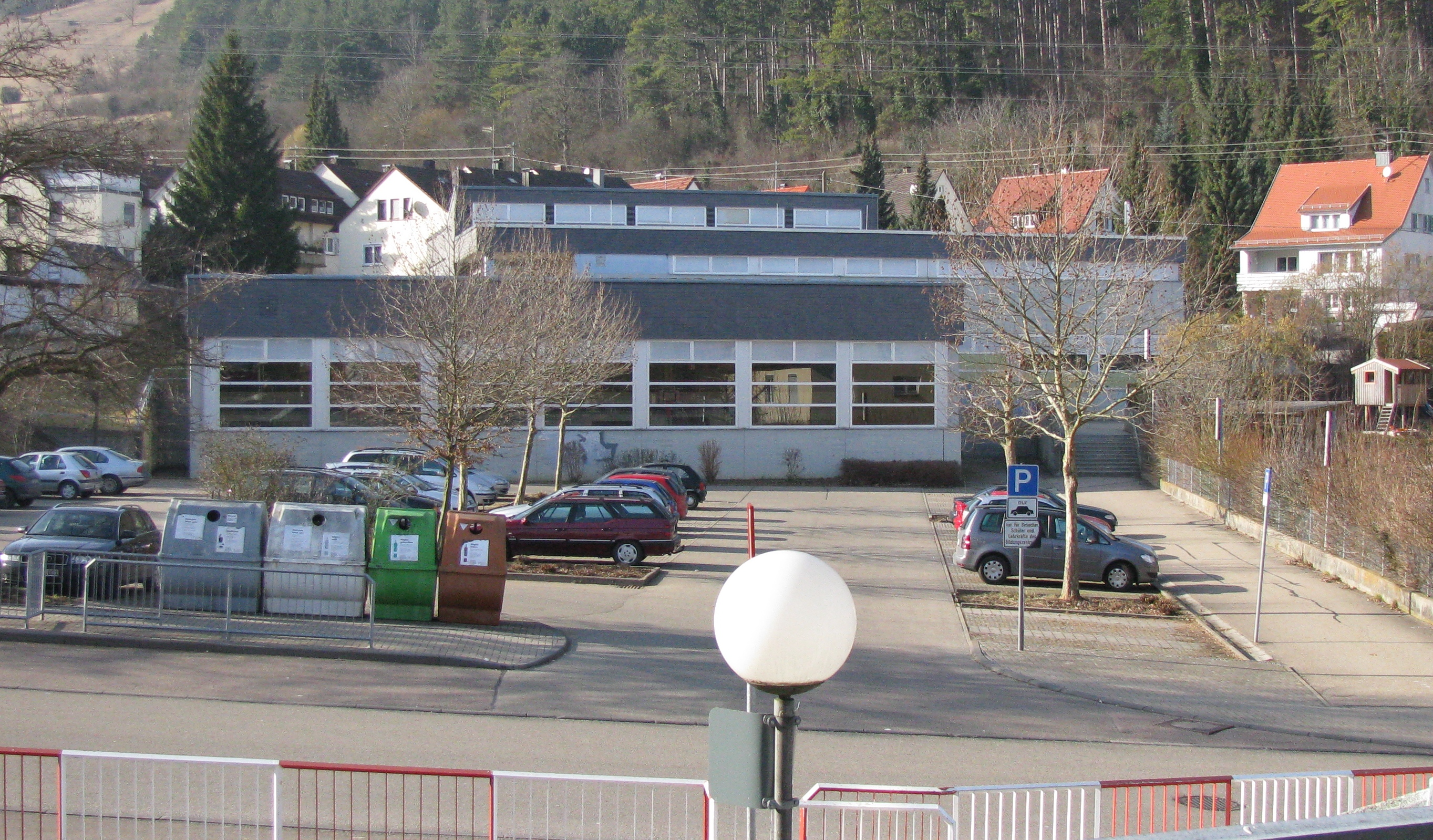
Bopfinger Hallenbad (hinten) mit zugehöriger Turnhalle (vorn)

Das Ostalb-Gymnasium verfügt über ungefähr 30 Räume für den allgemeinen Unterricht. Außerdem befinden sich im Untergeschoss etwa zehn Fachräume für die naturwissenschaftlichen Fächer und speziell eingerichtete Praktikumsräume. Des Weiteren gibt es zwei voll ausgestattete Musiksäle und zwei Zeichensäle. Jeder dieser Fachräume verfügt über einen fest installierten Beamer, Dokumentenkamera sowie einen Laptop.
In zwei Computerräumen können die Schüler an insgesamt ca. 50 Rechnern mit Internetzugang arbeiten. 
Es herrscht das Fachraumprinzip. Das heißt, dass Räume speziell auf ein Unterrichtsfach ausgelegt sind und dadurch mit innovativen Unterrichtsmitteln, die speziell auf ein Unterrichtsfach abgestimmt wurden, ausgestattet sind. Unter den Fachräumen der Naturwissenschaften befindet sich noch eine Turnhalle, die für den Schulsport genutzt wird. Des Weiteren kann das OAG für den Schulsport das direkt benachbarte Bopfinger Hallenbad, die zum Hallenbad gehörige Turnhalle, die Bopfinger Sportplätze, die Turnhalle der Stauferschule und die schuleigene Schulsport-Außenanlage nutzen.
In der Aula des Ostalb-Gymnasiums, die ebenfalls über eine fest installierte Leinwand verfügt, finden bei den regelmäßig stattfindenden Veranstaltungen etwa 330 Menschen Platz. Neben der Schule nutzen auch die örtlichen Vereine die Aula.

## Angebote

### Arbeitsgemeinschaften
Das Ostalb-Gymnasium kann den Schülern ein hohes Spektrum an Arbeitsgemeinschaften (AG) bieten. So gibt es eine Mini-Big-Band für die Schüler der Klassen 5–8, während die Älteren in der Big Band des Ostalb-Gymnasiums spielen können. Ein Chor, eine Orchester-AG und eine Theater-AG können ebenfalls besucht werden. Die Schülerinnen und Schüler der Klasse 5 können an einem Tastaturschulungskurs teilnehmen und für die Schülerinnen der 7. Klassen wird Kochen angeboten.
Arbeitsgemeinschaften für Sprachen finden sich für Italienisch und Französisch. Im Sportbereich werden Klettern, Tanzen, Geräteturnen, Indiaka, Fußball, Volleyball, Handball und Badminton angeboten.
Außerdem gibt es noch einen Schulsanitätsdienst der Johanniter-Jugend, dem sich die Schüler widmen können. Die Johanniter bieten auch Kurse in Erster Hilfe für die Klassen 7 und 8 an.
Eine AG für Veranstaltungstechnik ist für die technische Leitung (Ton und Licht) bei den zahlreichen Veranstaltungen, insbesondere in der Aula, verantwortlich. Bei vielen dieser Veranstaltungen kommt auch die Catering-AG (ab Klasse 10) zum Einsatz, die sich um das leibliche Wohl der Gäste kümmert.

### Betreuung
Neben dem Essen in der Mensa gibt es auch eine Hausaufgabenbetreuung, die von Fachlehrern und Schülern der Klasse 10 übernommen wird. Gerne wird auch das Förderangebot Helfen-Lernen-Fördern angenommen. Dabei geben ältere Schüler und Schülerinnen ihren jüngeren Mitschülern gezielte Hilfestellung bei schulischen Schwierigkeiten. 

### Spieleangebot
Jeden Montag und Donnerstag (den Tagen mit dem meisten Nachmittagsunterricht) können Brett- und Gesellschaftsspiele, Tischtennisschläger und -bälle sowie andere Bewegungsspiele ausgeliehen werden. Im Auswärtigenraum steht ferner ein Tischfußball zur Verfügung.

### Wahlmöglichkeiten
Nach der ersten Fremdsprache ab Klasse 5 (Englisch) können die Schüler in Klasse 6 zwischen Latein und Französisch wählen. In beiden Fällen kann in Klasse 8 noch Spanisch gewählt werden. Es gibt jedoch auch die Möglichkeit, bei zwei Fremdsprachen zu verbleiben und somit das naturwissenschaftliche Profil zu wählen, bei dem das neue Fach Naturwissenschaft und Technik als vierstündiges Kernfach zusätzlich zu Biologie, Chemie und Physik angeboten wird. Außerdem besteht die Möglichkeit, das Sport-Profil ab Klasse 8 zu wählen. Bei diesem Profil wird Sport als Kernfach mit wöchentlich vier Stunden Praxis und zwei Stunden Theorie unterrichtet. Den Schülern der Jahrgangsstufe 12 (beim G8 Jahrgangsstufe 11) wird Wirtschaft als vierstündiges Neigungsfach angeboten.

## Schulpartnerschaften und Schüleraustausch
Das Ostalb-Gymnasium unterhält Partnerschaften zum Lycée Godefroy-de-Bouillon in Clermont-Ferrand, Frankreich, dem Collège Molière in Beaumont (Puy-de-Dôme) (Partnergemeinde von Bopfingen) und zu der estnischen Schule Loo Kool. Nach Frankreich fahren alljährlich Französisch lernende Schüler der Klassen 9 und 10, während nach Estland zehn Schüler der Klasse 11 fahren, die in Klasse 10 Jahrgangsbeste waren. An die Fahrten nach Estland und Frankreich schließen sich alljährlich Besuche von Schülern der Partnerschulen an.

## „Kultur am OAG“
Unter dem Namen Kultur am OAG besteht seit 2002 eine Veranstaltungsreihe am Ostalb-Gymnasium. Neben den Auftritten hochkarätiger Musiker und Kabarettisten fanden unter diesem Titel auch die jährlichen Theaterabende der Ober-, Mittel- und Unterstufe statt. Highlight des Jahres 2010 war ein Konzert der SWR Big Band zusammen mit der Big Band des OAG, die als eine von drei Schulbands für ein Kooperationsprogramm mit der SWR Big Band ausgesucht worden war.

## Richard-Schieber-Stiftung
Testamentarisch hat der in Bopfingen geborene Kaufmann Richard Schieber verfügt, dass sein Nachlass nach dem Tod seiner Frau zur Gründung einer Stiftung zugunsten der Schüler des Ostalb-Gymnasiums verwendet werden solle. Schieber verstarb 1994, seine Frau bereits ein Jahr später. Noch im selben Jahr wurde die Richard-Schieber-Stiftung mit einem Grundstock von damals 2 Millionen DM gegründet. Seit 1996 schüttete die Stiftung zunächst jährlich etwa 50.000 Euro an Förderbeiträgen aus. Aufgrund des stark gesunkenen Zinsniveaus reduzierte sich dieser Betrag auf etwa 30.000 Euro. Zukünftig muss von einer jährlichen Ausschüttung in Höhe von lediglich etwa 15.000 Euro ausgegangen werden. Die jährlichen aus den Kapitalerträgen zur Verfügung stehenden Gelder werden verwendet für die Bezuschussung von Auslands- und Inlandsstipendien, Studienfahrten und Exkursionen. Des Weiteren erhalten jeder Abiturient mit einem Notendurchschnitt von 1,0 bis 1,9 250 Euro und die Kursbesten in den vierstündigen Fächern je 150 Euro als Preisgeld von der Richard-Schieber-Stiftung. Der Preis für besondere Verdienste um die Schule ist mit 100 Euro dotiert.